# La Seine Musicale
La Seine Musicale é um centro de música e artes cênicas localizado na Île Seguin, uma ilha no rio Sena entre Boulogne-Billancourt e Sèvres, nos subúrbios ocidentais de Paris, França.

## Eventos
La Seine Musicale foi inaugurado em 22 de abril de 2017 com um show de Insula orchestra, accompanied pelo coro Accentus, regido por Laurence Equilbey. Durante a semana de inauguração, no dia 21 de abril de 2017, Bob Dylan foi o primeiro artista a realizar um show musical no local. Em 8 de dezembro de 2018, o local sediou o sorteio final do Copa do Mundo de Futebol Feminino de 2019.
Em 20 de maio de 2021, a European Broadcasting Union (EBU) e a emissora francesa France Télévisions anunciaram que o centro sediará o Festival Eurovisão da Canção Júnior 2021. O concurso acontecerá em 19 de dezembro de 2021 e será a primeira vez que a França sediará o concurso, bem como o primeiro evento Eurovision a ser realizado no país desde o Eurovision Young Dancers 1999 em Lyon.